# Hannah Arterton
Pour les articles homonymes, voir Arterton.
Hannah Jane Arterton est une actrice britannique née le 26 janvier 1989 à Londres (Royaume-Uni). 

## Biographie
Hannah Arterton est née le 26 janvier 1989 à Londres (Royaume-Uni).
Elle est la sœur cadette de l'actrice Gemma Arterton.

## Carrière
Elle commence sa carrière en 2011 lors d'un épisode d'Inspecteur Barnaby. Deux ans plus tard, elle obtient un rôle dans Atlantis.
Elle débute au cinéma en 2014 dans Je t'aime à l'italienne et Hide and Seek. L'année suivante, elle tourne dans Burn Burn Burn de Chanya Button.
En 2016, elle obtient des rôles dans les séries The Five et la série franco-canadienne Versailles.
En 2018, elle joue aux côtés de Michael C. Hall, Amanda Abbington, Freddie Thorp et Audrey Fleurot dans la mini-série Safe. Elle prête sa voix dans la série Netflix Robozuna.
En 2022, elle tient un rôle secondaire dans la série Périphériques, les mondes de Flynne, diffusée sur Prime Video.

## Filmographie

### Cinéma

#### Longs métrages
- 2014 : Je t'aime à l'italienne (Walking on Sunshine) de Max Giwa et Dania Pasquini : Taylor
- 2014 : Hide and Seek de Joanna Coates : Charlotte
- 2015 : Burn Burn Burn de Chanya Button : Sophie
- 2017 : We Are Tourists d'O'ar Pali et Rémy Bazerque : Amber
- 2018 : The Convent de Paul Hyett : Persephone
- 2018 : Peripheral de Paul Hyett : Bobbi Johnson

#### Courts métrages
- 2010 : Shitkicker de Neil Maskell : April
- 2013 : At First Sight de David Allain : Avy
- 2015 : Otherwise Engaged d'Alicia MacDonald : Megan
- 2016 : Total Loss de Simon Hatton : Rebecca
- 2019 : Old Beginnings de Suni Khan : Sophia
- 2020 : Hayley Alien d'elle-même : La manager du magasin (également scénariste)
- 2022 : My Darling Amelia de Talor John Marshall : Isla Penrose

### Télévision

#### Séries télévisées
- 2011 : Inspecteur Barnaby (Midsomer Murders) : Katy
- 2013 : Atlantis : Korinna
- 2015 : Doc Martin : Miss Grappy
- 2016 : The Five : Ally Caine
- 2016 : Versailles : Sœur Hermione
- 2018 : Safe : Emma Castle
- 2018 : Robozuna : Pera Archos (voix)
- 2022 : Périphériques, les mondes de Flynne (The Peripheral) : Dee Dee

### Jeux vidéos
- 2015 : Final Fantasy XIV : Heavensward : Kan-E-Senna / Meriel (voix)
- 2017 : Final Fantasy XIV : Stormblood : M'Naggo (voix)
- 2019 : Final Fantasy XIV : Shadowbringers : Kan-E-Senna (voix)